# Jason Wingreen
Jason Wingreen (Brooklyn, 9 de outubro de 1920 – Los Angeles, 25 de dezembro de 2015) foi um ator norte-americano.
Um dos fundadores do "Circle in the Square Theatre", estreou na Broadway em 1954 na peça "The Girl on the Via Flaminia and Fragile Fox".
Na década de 1950, iniciou sua carreira na televisão, onde atuou em inúmeras séries e programas, como: The Man from U.N.C.L.E., The Twilight Zone, The Untouchables, Bonanza, Mission: Impossible, Star Trek, Seinfeld, General Hospital
Também atuou em Hollywood, como em Marlowe, Oh, God!, Airplane!, ou em Star Wars: Episódio V – O Império Contra-Ataca (como a voz de Boba Fett).